# وینچنزو فیوریلو
وینچنزو فیوریلو (زادهٔ ۱۳ ژانویه ۱۹۹۰) بازیکن فوتبال اهل ایتالیا است که هم‌اکنون برای باشگاه فوتبال کاررارزه در پست دروازه‌بان  بازی می‌کند.